# Tetracanthella wahlgreni
Tetracanthella wahlgreni är en urinsektsart som beskrevs av Axelson 1907. Tetracanthella wahlgreni ingår i släktet Tetracanthella och familjen Isotomidae. Arten är reproducerande i Sverige. Inga underarter finns listade i Catalogue of Life.